# Streets of Rage 2
Streets of Rage 2, senare utgivet i Japan som Bare Knuckle II: The Requiem of the Deadly Battle (ベア・ナックルII 死闘への鎮魂歌 Bea Nakkuru Tsū: Shitō he no Chinkonka?), och i Europa som Streets of Rage II med romerska siffror, är ett sidscrollande gå och slå-spel utgivet 1992 till Sega Mega Drive. Spelet är också tillgängligt på samlingen Sonic's Ultimate Genesis Collection. Två nya figurer tillkommer, professionella fribrottaren Max Thunder och Eddie "Skate" Hunter (känt som Sammy Hunter i Japan), bror till Adam Hunter i det första spelet.

## Handling
Adam har blivit kidnappad av Mr. X, och Axel, Blaze, Max och Skate ger sig ut för att befria honom.

### Fotnoter
1. ↑  nof-h. ”ベアナックル２”. Park21.wakwak.com. http://park21.wakwak.com/~suka/sega/staff/f3_md/bare2.html. Läst 27 april 2014.